# Bruno (film)
Bruno (v originále Brüno) je americký hraný film z roku 2009, který mísí prvky komedie a reálné scény ve stylu dokumentárního filmu. Film popisuje osudy fiktivního rakouského módního návrháře v USA. Snímek měl v ČR premiéru 6. srpna 2009 a téhož roku vyšel na DVD. Vysílání filmu bylo zakázáno na Ukrajině, Bělorusku, Bahamách, Libanonu a v Malajsii.

## Děj
Homosexuální Rakušan Brüno moderuje úspěšné vysílání o módě Funkyzeit mit Brüno, ovšem po průšvihu na módním veletrhu v Miláně přijde o práci a rozhodne se odjet do Los Angeles, aby se stal „největší gay filmovou hvězdou od dob Arnolda Schwarzeneggera“ a „další rakouskou superstar po Hitlerovi“. Spolu s ním odjíždí pouze Lutz, bývalý asistent asistenta.
Brüno se snaží prosadit v různých oblastech, ale všechny jeho pokusy ztroskotají: interview s Paulou Abdul či s Harrisonem Fordem, mírové řešení konfliktu na Blízkém východě, plánované sexy video s kandidátem na prezidenta Ronem Paulem, založení dobročinné organizace, adopce afrického sirotka apod. Poté, co se rozejde se svým asistentem Lutzem pozná Brüno, že opravdové filmové hvězdy jako Tom Cruise, John Travolta a Kevin Spacey jsou stále heterosexuální (narážka na opakující se zvěsti, že tito tři herci jsou homosexuální), takže se rozhodne, že se i on změní. Při tom ho podporují evangeličtí terapeuti. Brüno se prosadí jako wrestler Straight Dave (Heterák Dave), kde vystupuje spolu s Lutzem. Film končí pokusem obou oženit se v Kalifornii a natočit videoklip charitativní písně „Dove of Peace“ s účastí zpěváků jako Bono, Sting, Chris Martin, Snoop Dogg, Slash a Elton John v Abbey Road Studios.

## Okolnosti natáčení
Producenti filmu založili až 29 různých firem s webovými stránkami, aby nalákali potenciální oběti. Následně byly po premiéře opět zrušeny.
Pro potřeby filmu vedl Cohen rozhovor s bývalým agentem Mosadu a Palestincem o konfliktu na Blízkém východě. Aniž by jim Cohen vysvětlil humoristický podklad diskuse, zaměňuje neustále výrazy Hamás a hummus a předstírá, že se jedná o konflikt mezi Židy a Hindy.
Scénu, ve které Cohen provádí interview s La Toya Jackson (sestrou Michaela Jacksona) a při které se objeví jeho telefonní číslo, nechala společnost Universal Studios z respektu k rodině zesnulého zpěváka odstranit.
V červnu 2008 byla ve městech Texarkana a Fort Smith uspořádána show Mixed-Martial-Arts. Nízkými cenami vstupného a piva a dalšími výhodami se nechalo nalákat až 1500 lidí. Po několika zápasech Cohen vystupující pod pseudonymem Straight Dave nastoupil proti protivníkovi, kterého hrál Gustaf Hammarsten. Během zápasu si vzájemně strhali oblečení a poté se začali líbat, což vedlo u mnoha přítomných k protestům. Publikum začalo do ringu házet židle a pivní sklenice. Podle očitých svědků se jednalo o utajené členy filmového štábu, aby strhli místní publikum kvůli efektnímu natáčení.

## Obsazení
| Sacha Baron Cohen | Brüno |
| Gustaf Hammarsten | Lutz  |